# يوشيهيرو تاكاهاشي
يوشيهيرو تاكاهاشي (باليابانية: 高橋よしひろ؛ بالكانا: たかはし よしひろ) هو مانغاكا ياباني، ولد في 18 سبتمبر 1953 في هيغاشيناروسه في اليابان.

## وصلات خارجية
- الموقع الرسمي